# Henrik Grönvold
Henrik Grönvold (* 6. September 1858 in Præstø, Dänemark; † 23. März 1940 in Bedford, England) war ein dänischer Naturforscher und Künstler, der vor allem durch seine Vogelzeichnungen bekannt geworden ist. 

## Leben und Wirken
Grönvold war das jüngste von fünf Kindern des Ehepaars Hans Peter Levin Grönvold und Wilhelmine Marie Cathrine Larsen. Nach seiner Schulzeit in Præstø absolvierte er eine Modelltischlerlehre in Næstved. Hier lernte er den Apotheker und Ornithologen J. Baagøe kennen, mit dem er auf die Jagd ging und naturkundliche Studien betrieb. Grönvolds ornithologische Aufzeichnungen wurden 1893 in Baagøes Buch Næstvedegnens Fugle. Ornithologiske Iagttagelser og Notitser veröffentlicht. Ab 1880 studierte Grönvold mechanisches Zeichnen an der Technischen Schule in Kopenhagen. Anschließend arbeitete er als Technischer Zeichner für die Artillerie der Königlich Dänischen Armee und 1891 in der biologischen Forschungsstation in Kopenhagen, wo er Fische zeichnete. Im August 1892 verließ er Dänemark und wanderte nach England aus. Im August 1893 heiratete er in London die Schwedin Josephine Wilhelmine Maria Hillström, die 1935 verstarb. Grönvold erhielt eine Anstellung beim Natural History Museum in London, wo er bis 1895 als Vogelpräparator arbeitete. Im selben Jahr begleitete er William Robert Ogilvie-Grant auf eine Reise zu den portugiesischen Ilhas Selvagens. Nach dieser Expedition arbeitete Grönvold in einer inoffiziellen Funktion als Vogelzeichner für das Museum. Nur einmal verließ er in den darauf folgenden Jahrzehnten London, als er 1910 am Internationalen Ornithologischen Kongress in Berlin teilnahm.
Grönvolds Illustrationen erschienen weitgehend in wissenschaftlichen Journalen wie den Proceedings and Transactions of the Zoological Society, Novitates Zoologicae, The Ibis und im Avicultural Magazine. In diesen Publikationen zeichnete er unter anderen Tafeln für William Robert Ogilvie-Grant, George Albert Boulenger, Oldfield Thomas und Walter Rothschild. Grönvold zeichnete vor allem Vögel und Eier sowie seltene und neu entdeckte Arten aus weiten Teilen der Welt. Häufig fertigte er Lithographien an. Zu seinen Eier-Tafeln gehören einige Illustrationen von Riesenalkeiern, die er für Alfred Newton produzierte. Neben seinen Vogelzeichnungen illustrierte er für Walter Rothschild Ölbilder von Affen, die sich in der Sammlung des Natural History Museum befinden.
Zu den von Grönvold illustrierten Büchern zählen The Birds of Africa (1896–1912) von George Ernest Shelley, Walter Lawry Bullers Bücher über die Vögel Neuseelands (A History of the Birds of New Zealand, Manual of the Birds of New Zealand und Supplement to the History of the Birds of New Zealand), Extinct Birds (1907) von Walter Rothschild, Birds of Great Britain and Ireland (1907–1908) von Arthur Gardiner Butler, Birds of South South America (1912) von Wyndham Wentworth Brabourne, The British Warblers (1907–1914) von Henry Eliot Howard, Illustrations of the game birds and water fowl of South America (1915–1917) von Harry Kirke Swann, A Monograph of the Pheasants (1918–1922) von Charles William Beebe, The Birds of the Malay Peninsula (1929–1976) von Herbert Christopher Robinson, Les Oiseaux de L'Indochine française (1931) von Jean Théodore Delacour und Pierre Jabouille. Für die zwölf Bände des Werkes Birds of Australia (1910–1928) von Gregory Mathews fertigte er 600 handcolorierte Tafeln an. Seine letzte Arbeit waren 800 Illustrationen für das Werk The Birds of Tropical West Africa von David Armitage Bannerman, das zwischen 1930 und 1951 veröffentlicht wurde.

## Dedikationsnamen
1912 benannte Gregory Mathews die südamerikanische Unterart der Lachseeschwalbe (Gelochelidon nilotica groenvoldi) zu Ehren von Grönvold.

## Galerie
Galerie mit Illustrationen von Henrik Grönvold (einige ausgestorbene Arten und Unterarten):

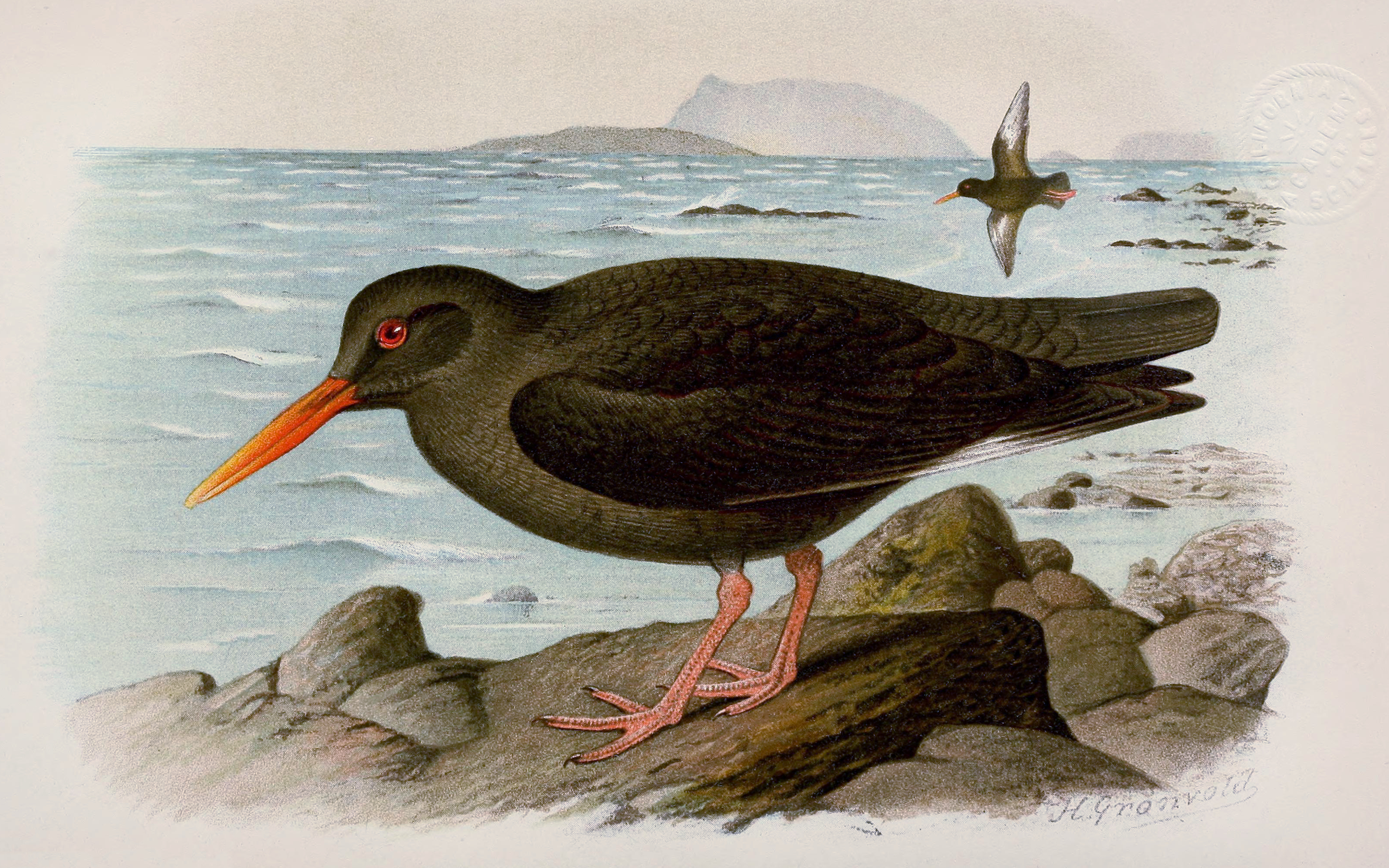
Kanarischer Austernfischer aus David Armitage Bannerman: An Ornithological Expedition to the Eastern Canary Islands - Part I In: The Ibis Vol. 2, 10th Series 1914
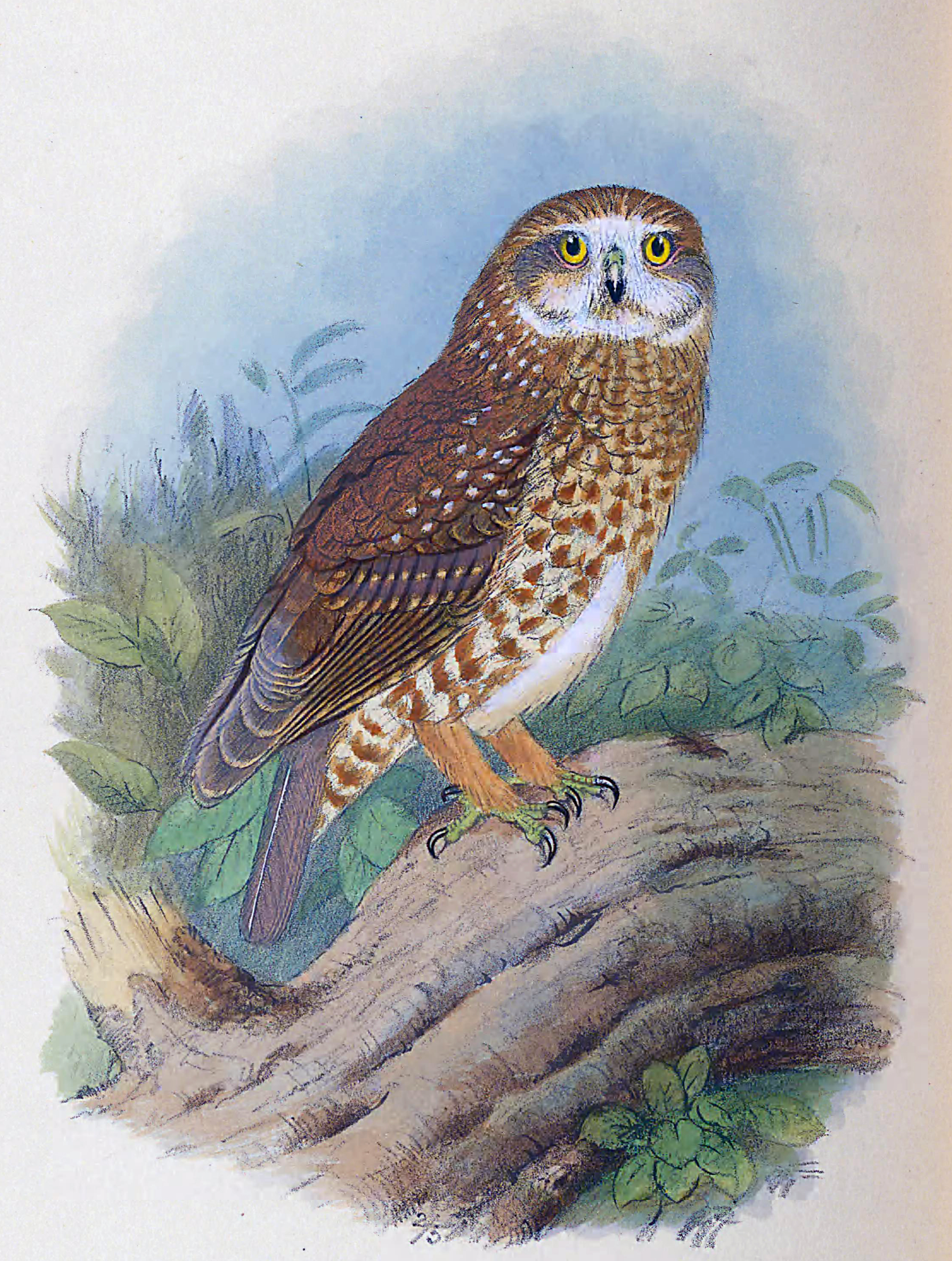
Lord-Howe-Kuckuckskauz aus Gregory Mathews: Birds of Australia 1910–1928
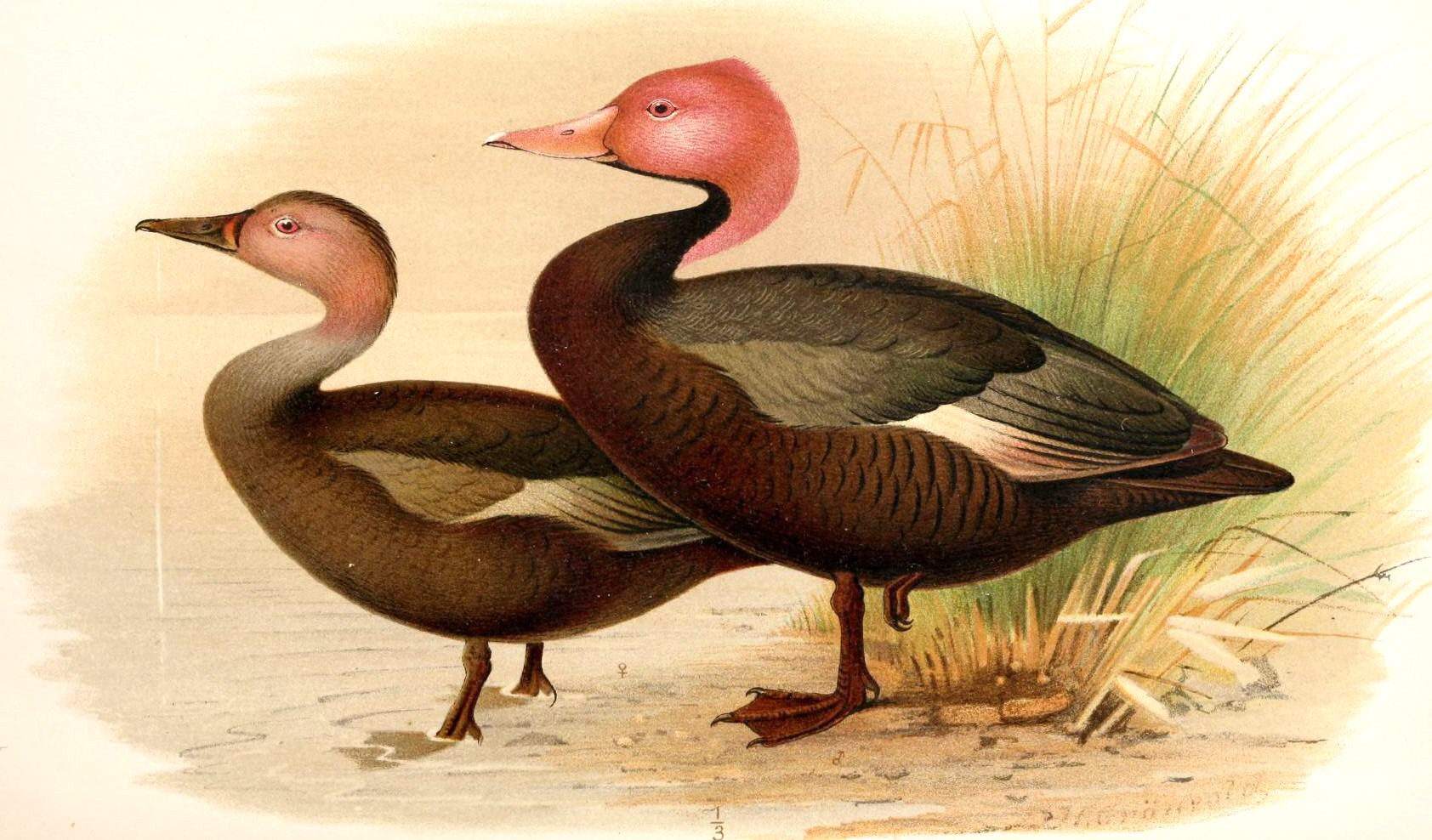
Rosenkopfente  aus Journal of the Bombay Natural History Society Volume 18 1907
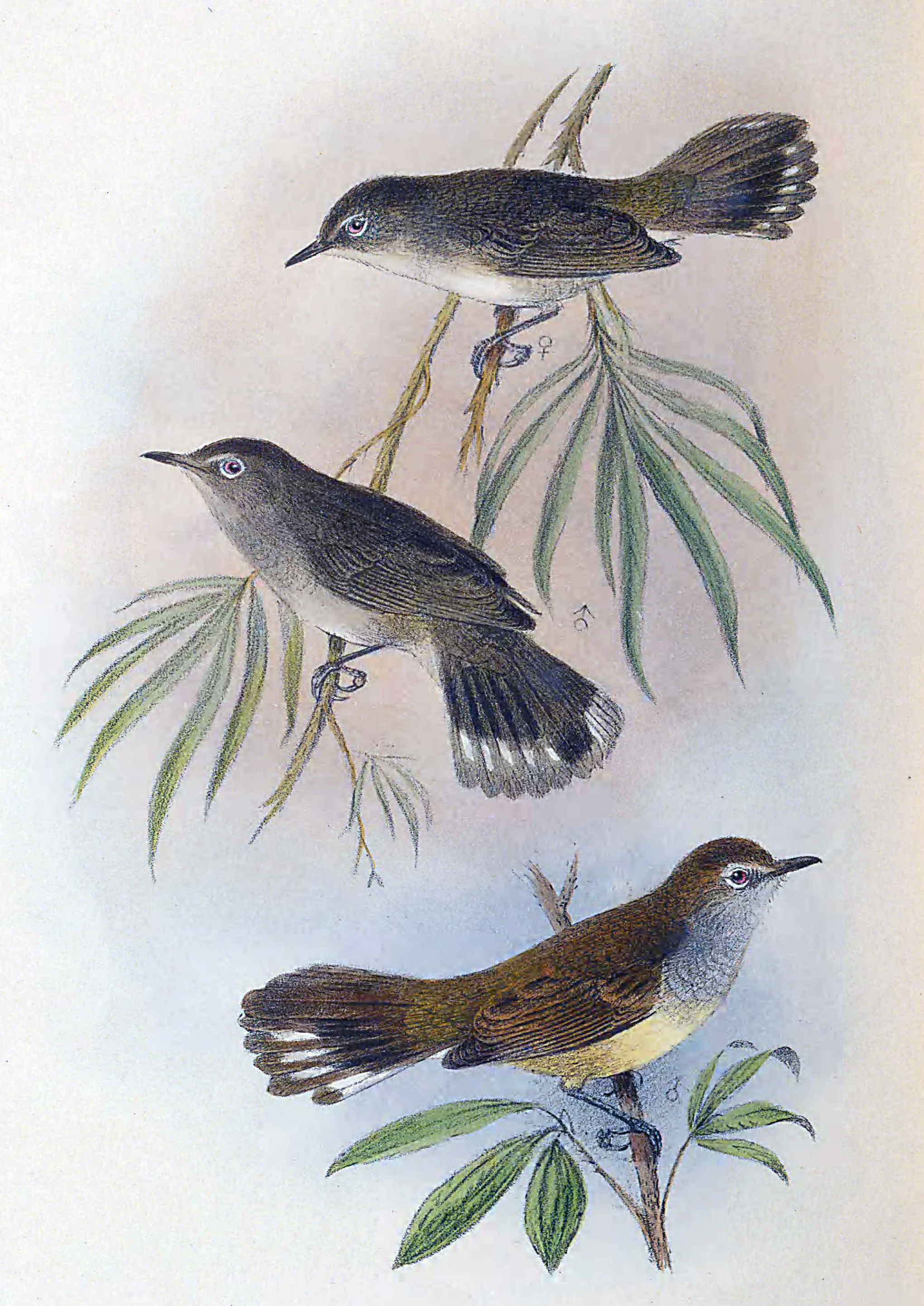
Lord-Howe-Gerygone aus Gregory Mathews: Birds of Australia 1910–1928
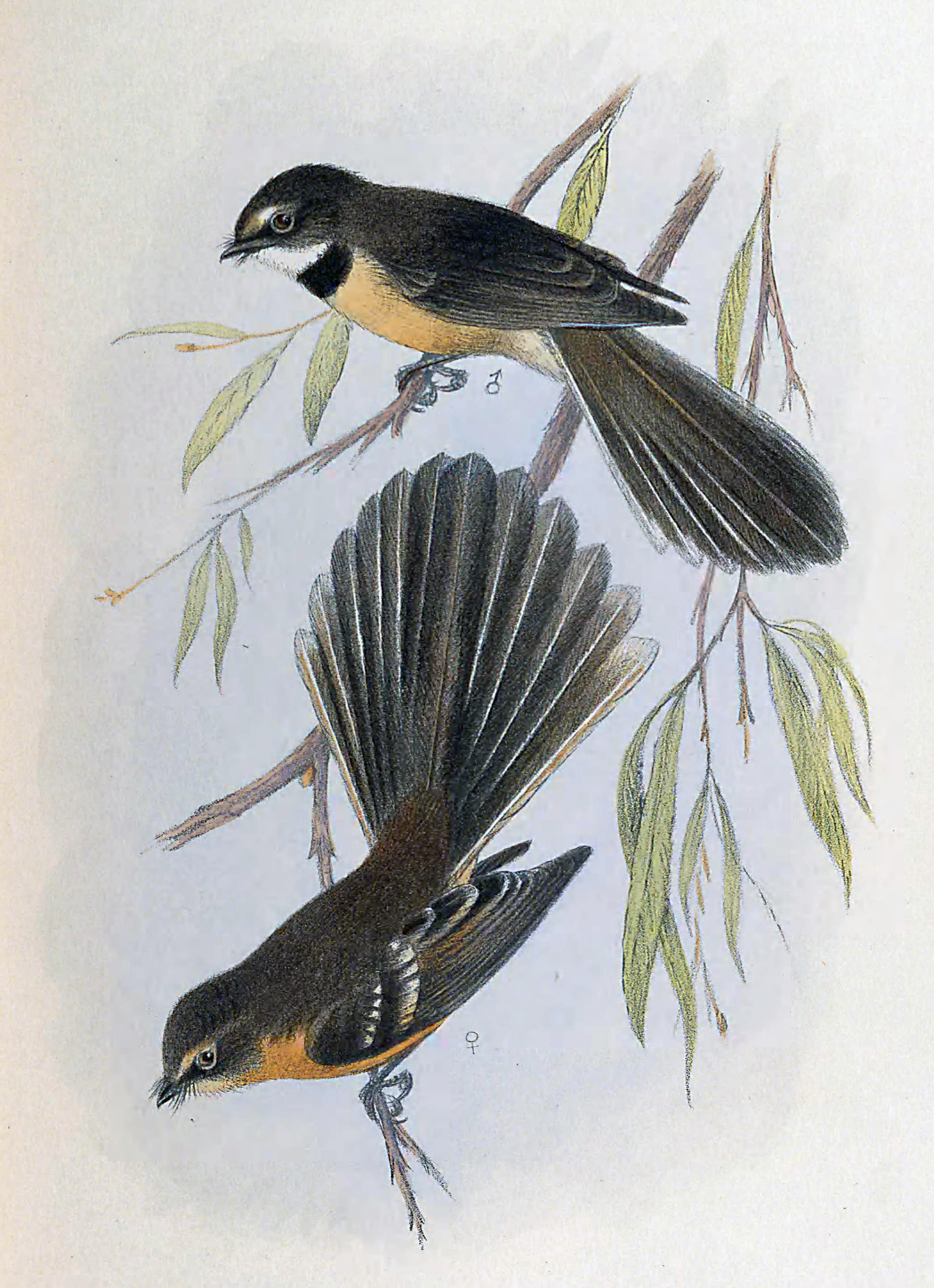
Lord-Howe-Graufächerschwanz aus Gregory Mathews: Birds of Australia 1910–1928

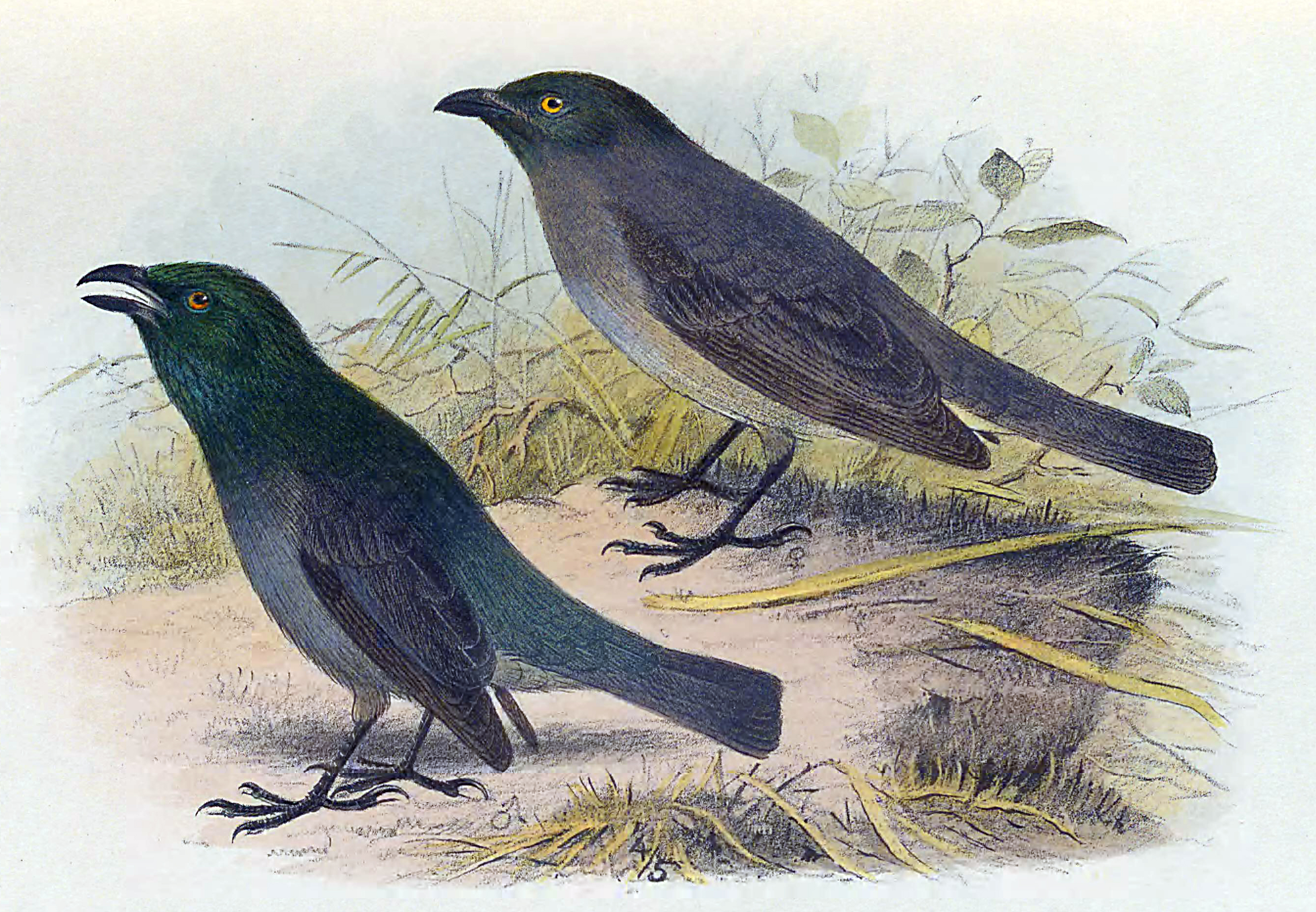
Lord-Howe-Star aus Gregory Mathews: Birds of Australia 1910–1928
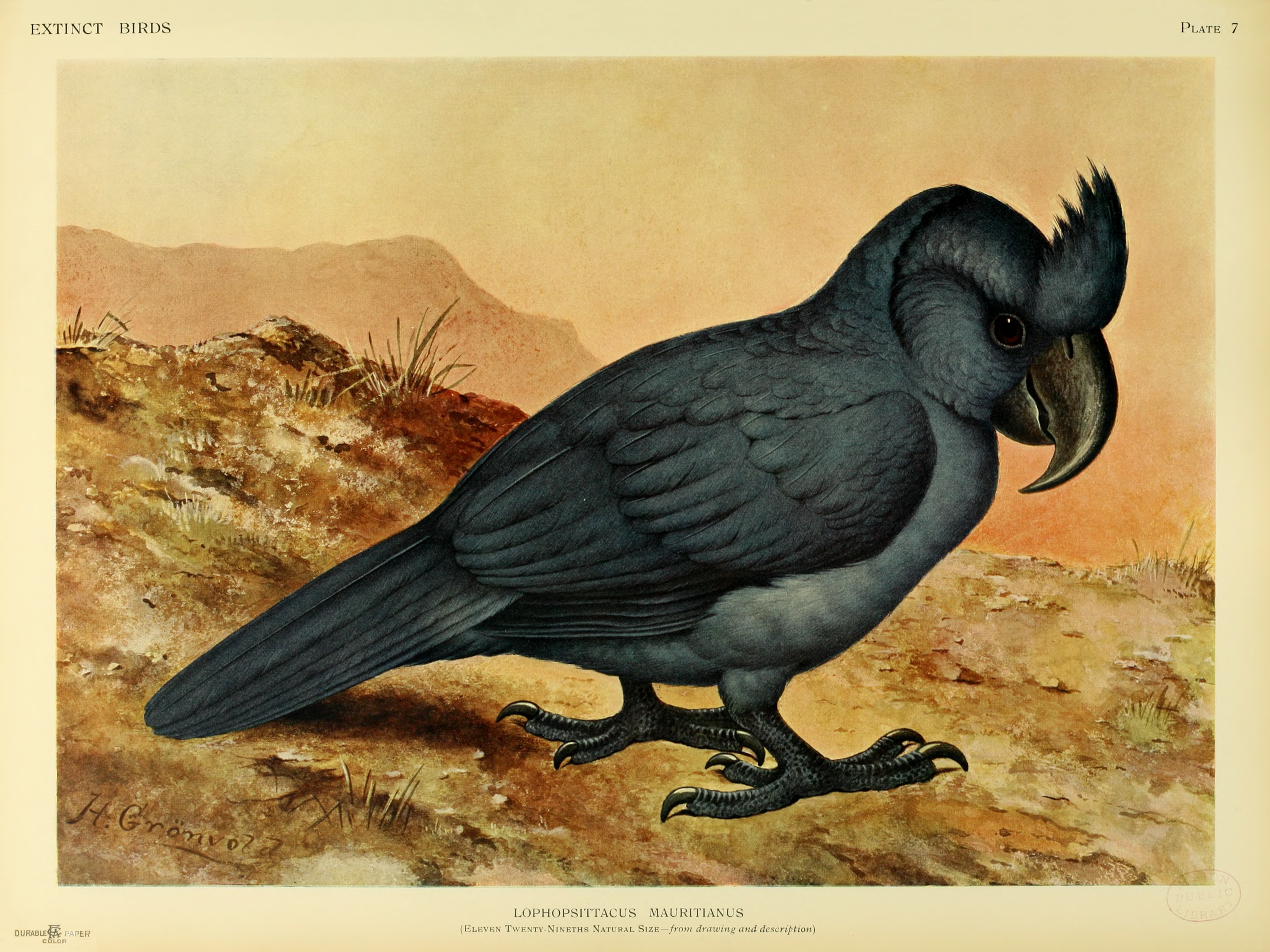
Mauritius-Papagei aus Walter Rothschild: Extinct Birds 1907
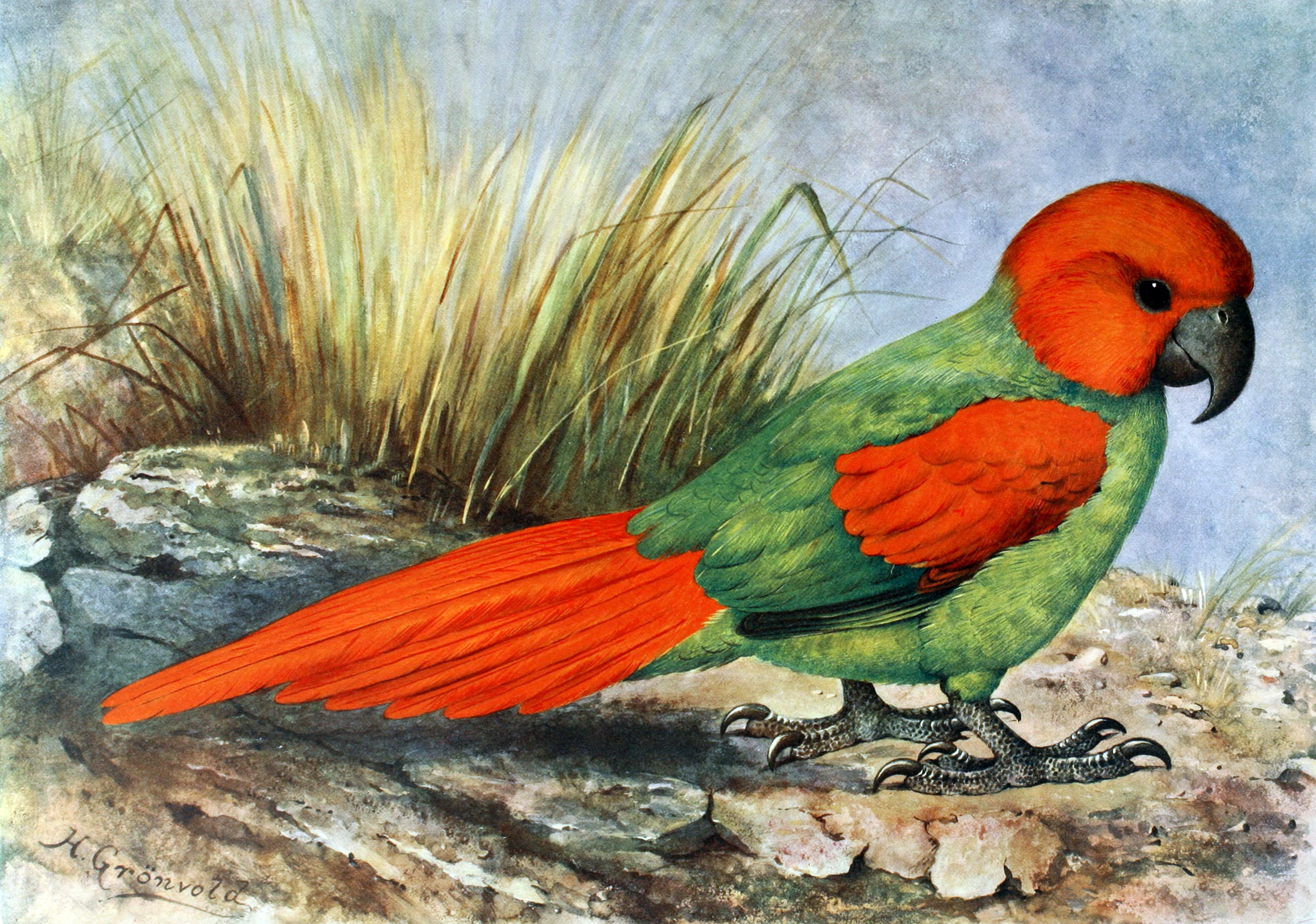
Rodrigues-Papagei aus Walter Rothschild: Extinct Birds 1907
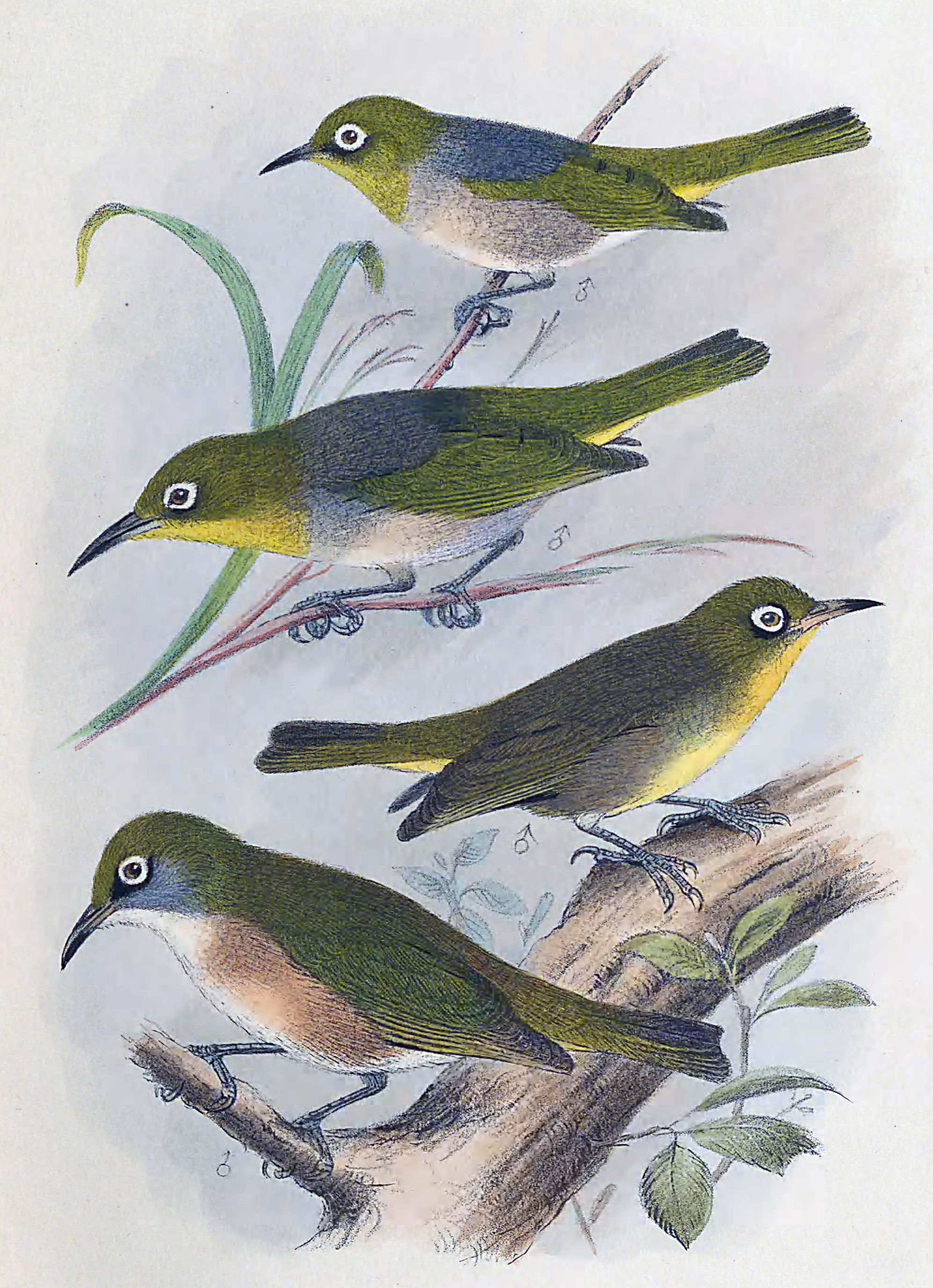
Lord-Howe-Brillenvogel aus Gregory Mathews: Birds of Australia 1910–1928
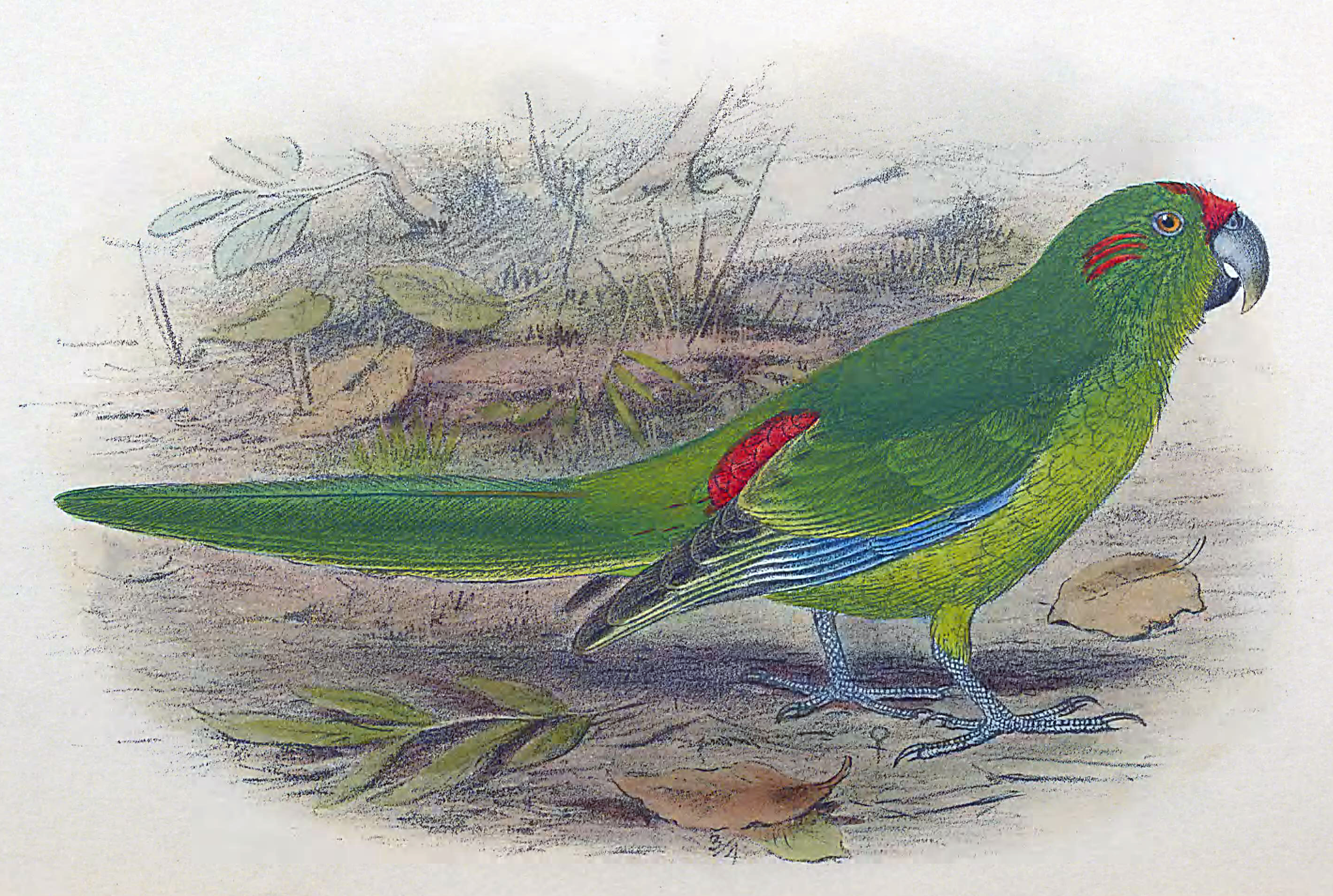
Lord-Howe-Ziegensittich aus Gregory Mathews: Birds of Australia, 1910–1928